# Ривас Жоффруа, Педро
Педро Жоффруа Ривас (исп. Pedro Geoffroy Rivas; 16 сентября 1908, Санта-Ана, Сальвадор — 10 ноября 1979, Сан-Сальвадор, Сальвадор) — сальвадорский поэт, прозаик, лингвист, антрополог. Лауреат Национальной премии Сальвадора в области культуры (1977).

## Биография
Родился в семье владельцев кофейных плантаций. Изучал медицину в Сан-Сальвадоре. В 1931 году отправился в Гватемалу, затем в Мексику, где до 1937 года изучал право в Национальном автономном университете, после чего изучал антропологию и лингвистику, проявляя особый интерес к языкам коренных жителей Центральной Америки.
Вместе с журналистами и писателями-единомышленниками в 1941 году основал журнал La Tribuna. После свержения диктатора М. Эрнандеса Мартинеса опубликовал ряд статей в La Tribuna. После прихода к власти О. Агирре-и-Салинаса в 1944 г. опубликовал ряд статей, возмутивших новую власть, после чего ему пришлось отправиться в изгнание, сначала в Гватемалу, затем до 1957 года в Мексику.
В этот период времени П. Жоффруа Ривас сосредоточился на исследованиях в области антропологии и лингвистики. Преподавал в Сальвадорском и Центральноамериканском университетах.
Писал статьи для энциклопедии о языке пипиль, которым пользуются индейцы Пипили в Сальвадоре. В своих работах (Yulculcat (1965) и Los nietos del jaguar (1977)), использовал элементы местной поэтики доиспанского периода.
Его стихи ознаменовали значительную веху в развитии сальвадорской поэзии. Оказал влияние на творчество Пабло Неруды.
Член Сальвадорской академии языка.

## Избранные произведения
- Estupideces, manuscrito (1927).
- Canciones en el viento, поэзия (1933).
- Rumbo, поэзия (1935).
- Para cantar mañana, поэзия (1935).
- Patria, поэзия (1944).
- Esperanzada geografía del dolor, поэзия (1946).
- Sin muerte ya, поэзия (1947).
- Trenos del exiliado, поэзия (1949).
- Juan Pueblo vuelve a cantar, поэзия (1950).
- Usulután en México, эссе (1956).
- Cartas sin fecha para ti, поэзия (1957).
- Toponimia nahuat de Cuscatlán, лингвистика (1961).
- Yucuilcat, поэзия (1965).
- El nawat de Cuscatlán. Apuntes para una gramática tentativa, лингвистика (1969).
- El español que hablamos en El Salvador, лингвистика (1975).
- Los nietos del jaguar, поэзия (1977).

## Память
- В 2005 году почта Сальвадора выпустила почтовую марку, посвящённую П. Жоффруа Ривасу.